# Andrés de Olmos
Andrés de Olmos (cap al 1485 a Oña – 8 d'octubre de 1571 a Tampico) va ser un clergue Franciscà i un filòleg i etnòleg dels amerindis mexicans. És reconegut per la seva gramàtica, la primera, de l'idioma nàhuatl clàssic.
Olmos també va escriure un llibre, actualment perdut, sobre la història prehispànica i les creences i les pràctiques religioses de Mèxic. També publicà la col·lecció Huehuetlahtolli, d'instruccions morals per als parlants del nàhuatl

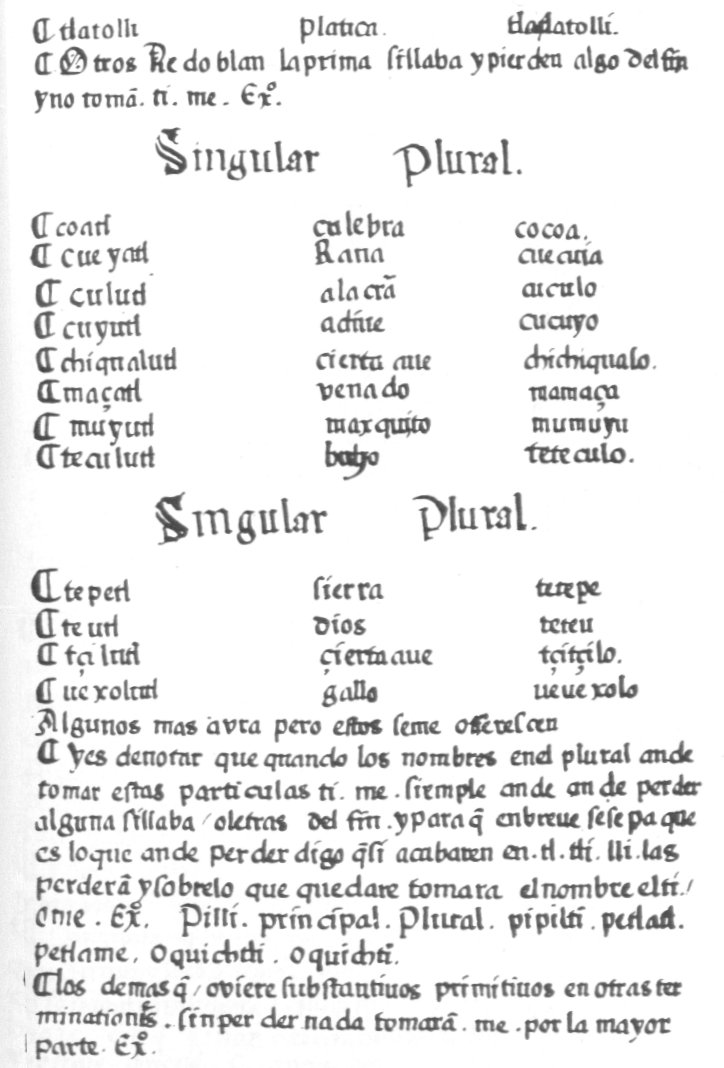
Pàgina de "Arte de la Lengua Mexicana"

Però la seva obra més coneguda és Arte para aprender la lengua mexicana, acabada el 1547, que com a gramàtica moderna s'anticipa fins i tot a la gramàtica del francès de Louis Maigret  del 1550.) 
Olmos també va aprendre els idiomes huastec i totonac i en va escriure uns vocabularis.